# Адријана Лима
Адријана Франческа Лима (порт. Adriana Francesca Lima) манекенка је из Бразила. Заштитно је лице компаније шминке Мејбилин из Њујорка и доњег веша Викторијас сикрет.

## Биографија
Адријана Лима је рођена 12. јуна 1981. у Салвадору, у покрајини Баија у Бразилу. Једина је кћи Нелсона Тореса и Марије Грасе Лима. У једном интервјуу за "Fashion TV", рекла је да има афричке, индијске и швајцарске корене, али у њеној "Maybeline" биографији стоји да су њени корени француски, португалски, амерички и карипски.
Када је имала само шест месеци, њен отац је напустио њу и њену мајку. Тако је дуго била дистанцирана од њега. Али, касније се приближила свом оцу, јер је почео да јој недостаје.

## Каријера у модној индустрији
Адријана је своју каријеру започела када је имала 15 година, када је победила на бразилском избору „Форд“ модне агенције. 1996. године је отишла на светско такмичење „Форд“ супермодела, и завршила је на феноменалном другом месту. Три године касније, Адријана се преселила у Њујорк, где је потписала уговор са модном агенцијом „Елит“. Њена каријера је доживела вртоглави успон, и Адријана се убрзо нашла на насловним странама магазина као што су „Воуг“ и „Мери Клер“. На ревијама, носила је моделе познатих креатора као што су Вера Ванг, Ђорђо Армани, Шанел, Версаче, Гучи , Прада, Валентино и други. 2000. године је рекламирала одећу марке "GUESS?", а нашла се и у књизи "A second decade of Guess? Images" ("Друга декада "GUESS?"-а - слике").
Године 2001., појавила се у кратком БМВ филму, "The Follow", заједно са глумцима Микијем Рорком, Клајвом Овеном и Форестом Витакером. Почела је интензивно да гради своју каријеру, потписавши уговоре за козметичку кућу "Maybelline" и марке одеће "bebe", "Mossimo", "BCBG", и појављујући се на насловницама угледних магазина попут "Harper's Bazaar", "ELLE", „Вог“, "GQ". Број магазина "GQ", који је изашао у априлу 2006, а на чијој је насловници била Адријана Лима, био је најпродаванији број магазине те године. Такође, 2005. се сликала за чувени "Пирели" календар, а у Италији је почела да рекламира мобилне телефоне компаније "Telecom Italia Mobile", где су је прозвали "Кетрин Зитом-Џоунс Италије“.
Адријана је вероватно најпознатија по њеном раду за "Victoria's Secret". Први пут се на "Victoria's Secret" модном шоуу појавила 1999. Њен најпознатији "VS" модни шоу засигурно је онај 2003. године, када га је отворила. Појавила се у неколико телевизијских реклама за поменуту кућу, а најпознатија је она коју је урадила заједно са музичком звездом Бобом Диланом у Венецији. Тренутно је, у "VS" колекцији, позната као "Анђео", и главни је рекламер овог бренда.
Такође је заштитно лице козметичког гиганта "Maybelline" из Њујорка. У 2007. години, она је четврта најплаћенија манекенка света, након Кејт Мос, Хајди Клум и Жизел Биндшен, а убраја се и у најлепше жене света.
Адријана учествује у хуманитарној акцији "Caminhos da Luz" ("Путеви светла") у њеном родном граду, где потпомаже изградњу кућа за сиромашне и купује одећу сиромашној деци.

## Приватни живот
Адријана Лима течно говори три језика - португалски, енглески и шпански језик. У слободно време, воли да чита романе свог омиљеног писца, Габријела Гарсије Маркеса. Рекла је да се, када је била млађа, стидела да буде у друштву момака, и да се није пољубила све до 17. године. У интервјуу за "GQ", у априлу 2006, рекла је да је још увек девица. „Намеравам да останем невина до брака“, рекла је. „Момци који су са мном морају то да прихвате, јер је то мој избор“. "GQ" ју је тада прогласио „најпопуларнијом девицом на свету“.
Адријана је порекла да је икада била верена са рокером Ленијем Кравицем, и додала је да су они само пријатељи. У прошлости је такође била повезивана са многим познатим личностима, као што је играч бејзбола Дерек Џетер и Принц Вензеслаус од Лихтенштајна.
Адријана се 2009. године на Дан заљубљених удала за српског кошаркаша Марка Јарића. У јуну 2009. планирано је јавно славље и церемонија у име њиховог венчања, мада није сигурно да ли ће се та церемонија одржати у Бразилу или у Србији.
По њеном захтеву, добила је српско држављанство.
У новембру 2009. је родила ћерку Валентину.